# Hontangas
Hontangas è un comune spagnolo di 96 abitanti situato nella comunità autonoma di Castiglia e León.